# 荒井瑠里
荒井 瑠里（あらい るり、1996年2月5日 - ）は、日本の女性声優。栃木県出身。Apollo Bay所属。

## 来歴
姉が声優ではなかったものの声の仕事をしていて、姉の性格が明るくなるところを見たことがきっかけで声優を目指すようになった。元々はアニメをよく見ていたが、自分がなりたい職業というよりは憧れの存在だったという。大学3年の時に普通に就活をしていた時、「自分の本当にやりたいことって就活じゃないな」と気づき、声優のオーディションを受けていた。

## 人物
特技はダンス、写真。趣味はカフェ巡り、読書。

## 出演
太字はメインキャラクター。

### テレビアニメ
2020年
- 最響カミズモード!（テンテン）
- アクダマドライブ（ドローン）

2021年
- SELECTION PROJECT（今鵜凪咲）

2022年
- デュエル・マスターズ WIN（2022年 - 2023年、女性店員〈ケリー〉、パートのおばちゃん） - 2シリーズ

2023年
- 六道の悪女たち（竜宮メンバー1）
- 絆のアリル（ヒメナ）
- ミギとダリ（客2）

2024年
- ささやくように恋を唄う（ライブ観客）

2025年
- ざつ旅-That's Journey-（女性）

### ゲーム
- ブラウンダスト（2023年 -、ポリン[15]）

### ラジオ
- コクドル！「るーとなびげーしょん！」（2022年 -、YouTube[16]）
- ONE TO ONE『荒井瑠里の「相棒」はギャル！』（2022年、YouTube、ニコニコチャンネル、OPENREC）

### 舞台
- ウルトラマンション公演「浅草いちご座物語」（2023年、コフレリオ　新宿シアター[17]）
- 朗読劇「あの星に願いを」（2023年、CBGKシブゲキ!![18]）
- 麗和落語〜二〇二四 夏の陣〜（2024年、武蔵野芸能劇場 小劇場[19]）
- 朗読劇「4月の花嫁」（2024年、バトゥール東京チャペルブランカ[20]）
- イノセントギアカンパニー リーディングライブ「椿姫」（2024年、ブルースクエア四谷[21]）
- 朗読劇「青野くんに触りたいから死にたい」presented by eeo Stage（2024年、CBGKシブゲキ!![22]）
- まちカドまぞく（2025年、博品館劇場） - アンサンブル[23]
- イリス・ノワール -魔鏡のクリス-（2025年、六行会ホール）[24]
- リーディング＆ダンス公演 『ダーティー・クラウズ』（2025年6月21日-22日、新宿シアターモリエール）- 小鳥遊瑞己 役[25]

### その他コンテンツ
- メディアミックスプロジェクト『ライブレボルト』（2018年 - 2020年、白石まどか[26]）
- キャラクタープロジェクト『コクドル！』（2022年、四ノ森葵央[27]）
  - ドライバーズセミナー2023（2023年10月8日、昭和大学上條記念館 上條ホール[28]）
- StarryMonogatari Project（2023年 -、鷹左右 琴璃[29]）
- 声優キャンパスmeeting 〜in早稲田祭2023〜 （2023年[30]）
- 南早紀の唐揚げはおあずけ（2024年、ゲスト[31]）
- ゴー☆ジャス＠レボ☆リューション～こんな声優ファン☆タスティック with 日向もか～（2024年、ゲスト[31]）
- Alleles Project（2024年 -、ヒメナ[32]）

## ディスコグラフィ

### キャラクターソング
| 発売日         | 商品名                               | 歌                       | 楽曲                                | 備考                                                |
| -------------- | ------------------------------------ | ------------------------ | ----------------------------------- | --------------------------------------------------- |
| 2018年11月21日 | REBIRTH                              | ライブレボルト           | 「革命の唄」                        | 『ライブレボルト』関連曲                            |
| 2018年11月21日 | REBIRTH                              | ライブレボルト           | 「My best buddy」                   | 『ライブレボルト』関連曲                            |
| 2018年11月21日 | REBIRTH                              | ライブレボルト           | 「QUAD DRIVE!」                     | 『ライブレボルト』関連曲                            |
| 2018年11月21日 | REBIRTH                              | FIREVOLT from LiveRevolt | 「2つの願い」                       | 『ライブレボルト』関連曲                            |
| 2018年11月21日 | REBIRTH                              | FIREVOLT from LiveRevolt | 「時を超えて」                      | 『ライブレボルト』関連曲                            |
| 2019年3月13日  | BUDDIES                              | FIREVOLT from LiveRevolt | 「SECRET ROSARY」                   | 『ライブレボルト』関連曲                            |
| 2019年3月13日  | BUDDIES                              | ライブレボルト           | 「我らの声で蹴っ飛ばせ！」          | 『ライブレボルト』関連曲                            |
| 2021年10月27日 | SELECTION PROJECT メインテーマCD     | 9-tie                    | 「Glorious Days」                   | テレビアニメ『SELECTION PROJECT』オープニングテーマ |
| 2021年10月27日 | SELECTION PROJECT メインテーマCD     | 9-tie                    | 「Only one yell」                   | テレビアニメ『SELECTION PROJECT』エンディングテーマ |
| 2021年10月27日 | SELECTION PROJECT メインテーマCD     | 9-tie                    | 「SELECTION HEROINE」               | テレビアニメ『SELECTION PROJECT』イメージソング     |
| 2021年12月22日 | SELECTION PROJECT ユニットソングCD   | 9-tie                    | 「Naked Blue」 「いつか かなう 夢」 | テレビアニメ『SELECTION PROJECT』挿入歌             |
| 2021年12月22日 | SELECTION PROJECT ユニットソングCD   | Splasoda°                | 「SPARKRASH」                       | テレビアニメ『SELECTION PROJECT』挿入歌             |
| 2022年1月26日  | SELECTION PROJECT BD・DVD第2巻特典CD | Splasoda°                | 「PARTY×PARTY」                     | テレビアニメ『SELECTION PROJECT』関連曲             |
| 2022年1月26日  | SELECTION PROJECT BD・DVD第2巻特典CD | 今鵜凪咲（荒井瑠里）     | 「Only one yell」                   | テレビアニメ『SELECTION PROJECT』関連曲             |

## ライブ・イベント

### ユニットライブ
| 出演日        | ユニット名          | タイトル                                         | 会場           |
| ------------- | ------------------- | ------------------------------------------------ | -------------- |
| 2023年9月17日 | LiveRevolt          | ナガノアニエラフェスタ2023                       | 佐久市駒場公園 |
| 2024年3月8日  | AllelesProject 3DM8 | Alleles Project 1st ONE MAN LIVE 「The ViRTUAL」 | YouTube        |
| 2025年1月19日 | LiveRevolt          | LiveRevolt Re:venge 0th LIVE 「RE:BORN」         | 代官山UNiT     |

### シリーズ一覧
1. ↑  第1期（2022年 - 2023年）、第2期『決闘学園編』（2023年）

### ユニットメンバー
1. 1 2  藤原あかね（田口華有）、野田ここみ（秋場ゆり）、瀬戸マリン（道井悠）、紫咲クリス（あおきまお）、宮代りな（五味茉莉伽）、平井かな（池羽悠）、白石まどか（荒井瑠里）、時音ひなた（堀内まり菜）
2. ↑  時音ひなた（堀内まり菜）、白石まどか（荒井瑠里）
3. ↑  美山鈴音（矢野妃菜喜）、花野井玲那（水野朔）、濱栗広海（南雲希美）、今鵜凪咲（荒井瑠里）、八木野土香（羊宮妃那）、淀川逢生（岩橋由佳）、小泉詩（白河みずな）、山鹿栞（花井美春）、当麻まこ（下地紫野）
4. ↑  濱栗広海（南雲希美）、今鵜凪咲（荒井瑠里）、八木野土香（羊宮妃那）、淀川逢生（岩橋由佳）